# بارکر (تگزاس)
بارکر (به انگلیسی: Barker) یک منطقهٔ مسکونی در ایالات متحده آمریکا است که در شهرستان هریس، تگزاس واقع شده‌است.